# Dryas arcaico
Nel Nord Europa, il Dryas arcaico (o Dryas antico) fu un periodo alquanto variabile freddo e secco presente nella classificazione di Blytt-Sernander, approssimativamente equivalente alla zona di polline Ic. Esso è così chiamato da un genere di indicatore, la Dryas pianta alpina e della tundra, la quale fioriva durante il penultimo stadiale  (stadial) del Pleistocene. Il periodo del Dryas arcaico fu preceduto dal Bølling e dall'Allerød interstadiale . Nelle regioni dove il Dryas antico non viene rilevato, questi interstadiali sono raggruppati insieme come il periodo di Bølling-Allerød.

## Date
Il Dryas arcaico può o non può apparire nell'evidenza climatologica delle diverse regioni. Se non appare, allora il Bølling-Allerød è considerato un periodo interstadiale. L'energia del Dryas antico dipende in qualche grado dalla latitudine. Esso è più forte nell'Eurasia settentrionale.
Nella Groenlandia, nella registrazione dell'isotopo dell'ossigeno, il Dryas antico appare come un picco verso il basso, stabilendo un piccolo intervallo a bassa intensità tra il Bølling e l'Allerød. Questa configurazione presenta una difficoltà nella misurazione del suo tempo, poiché esso è più un punto che un segmento. Ma quale punto, e quanto lungo sarebbe un segmento assegnato? Il segmento è piccolo abbastanza per sfuggire alla risoluzione della maggior parte delle serie di C-14; vale a dire, i punti non sono consecutivamente abbastanza vicini per trovarlo.
Un approccio al problema assegna un punto scegliendo un segmento arbitrario. Si potrebbe leggere che il Dryas arcaico è centrato pressappoco a 14.100 BP o è da 100 a 150 anni in durata a 14.250 BP.
Un secondo approccio trova il C-14 o altre date come vicine alla fine del Bølling e l'inizio dell'Allerød come possibile e seleziona i punti estremi basati su di loro. Questo tipo di data è della forma, per esempio,  12.000-11.800 C-14 BP non-calibrato, 14.000-13.700 BP calibrato.
Il migliore approccio tenta di includere il Dryas arcaico possibilmente in una sequenza di punti come consecutivamente vicini (alta risoluzione), o dentro un evento noto. Per esempio, il polline proveniente dall'isola di Hokkaidō in Giappone registra un picco del polline di Larix (larice) e misurando la diminuzione dello sphagnum a 12.400-11.800 non-calibrato, 14.600-13.700 BP calibrato. Nel Mar Bianco accade un raffreddamento a 14.700-13.400/13.000, che risultava in un nuovo avanzamento del ghiacciaio nell'Allerød iniziale. In Canada, la fase del lago Shulie (nuovo avanzamento) viene datato a 14.000-13.500 BP. D'altra parte, la cronologia della varva nella Svezia meridionale indica un'oscillazione di 14.050-13.900.
Catturare il Dryas arcaico attraverso la datazione ad alta risoluzione continua a essere l'interesse dei ricercatori in climatologia.

## Descrizione
L'Europa settentrionale offriva una alternanza di ambienti di steppa e tundra secondo la linea del permafrost e la latitudine. Nelle regioni umide intorno a laghi e corsi d'acqua c'erano boschetti folti di betulla nana, salice, olivello spinoso e ginepro. Nelle valli dei fiumi e sugli altopiani a sud c'erano foreste aperte di betulle.
I primi alberi, betulla e pino, si erano estesi nel Nord Europa 500 anni prima. Durante il Dryas arcaico, il ghiacciaio avanzava di nuovo e gli alberi retrocedevano verso sud, per essere rimpiazzati da una mescolanza di prateria e specie alpine adatte al freddo. Questo tipo di bioma è stato chiamato “parco tundra”, “tundra artica”, “vegetazione pioniera artica” o “terreno boschivo di betulle”. Essa esiste oggi nella transizione fra taiga e tundra in Siberia, mentre un tempo si estendeva dalla Siberia alla Britannia in una più o meno ininterrotta distesa.
Verso nord-ovest c'era il lago ghiacciato baltico, il quale era troncato dal limite del ghiacciaio. Le specie ebbero accesso alla Danimarca e alla Svezia meridionale. La maggior parte della Finlandia e delle regioni baltiche si trovavano sotto il ghiaccio o il lago, per la maggior parte del periodo. La Scandinavia settentrionale era ghiacciata. Fra la Britannia e il continente c'erano colline ondulate prolificamente popolate di animali. Migliaia di esemplari, centinaia di tonnellate di ossa, sono state recuperate dal fondo del Mar del Nord, definito “doggerland” (terra della dogre), e continuano a essere recuperate.
Le brevi liste di piante e animali descritte sotto sono soltanto una frazione del numero totale di specie trovate nel periodo. La maggior parte delle famiglie erano più diversificate di quanto lo sono oggi, e lo erano ancor più nell'ultima interglaciale. Una grande estinzione, specialmente di mammiferi, continuava per tutta la fine del Pleistocene.

## Flora
Le specie del Dryas arcaico sono di solito trovate nei sedimenti sotto gli strati del fondo delle paludi.
Specie indicatori sono le piante alpine: 
- Dryas octopetala, o dryas;
- Salix herbacea, o salice nano;
- Oxyria digyna (acetosa di montagna)

Le specie delle praterie sono: 
- Artemisia
- Ephedra
- Hippophae

## Fauna
Una biozona ben fornita prevaleva nelle pianure artiche e nei fitti boschetti del tardo Pleistocene. I mammiferi delle pianure erano predominanti.
Artiodattili:
- Bison priscus, bisonte europeo o bisonte delle steppe
- Rangifer tarandus, renna o caribou
- Megaloceros giganteus, alce irlandese o cervo gigante
- Alces alces, alce
- Cervus elaphus, cervo europeo
- Ovibos moschatus, bue muschiato
- Saiga tatarica

Perissodattili:
- Equus ferus, il cavallo selvatico. Molti autori si riferiscono a esso come Equus caballus, ma il secondo termine è più correttamente riservato al cavallo domestico.
- Coelodonta antiquitatis, rinoceronte lanoso

Proboscidea:
- Mammuthus primigenius, mammut lanoso

Tanta carne da macello deve dunque essere sostenuta da un grande numero di Carnivori, come:
Ursidae:
- Ursus arctos, orso bruno
- Ursus spelaeus, orso delle caverne

Hyaenidae:
- Crocuta crocuta, iena maculata

Felidae:
- Panthera leo spelaea, leone delle caverne

Canidae:
- Canis lupus, lupo
- Alopex lagopus, volpe artica

Mustelidae:
- Gulo gulo, volverina o ghiottone

Il mare anche aveva la sua quota di carnivori, i quali per la loro collocazione marittima, sono sopravvissuti fino a oggi.
Phocidae:
- Pagophilus groenlandicus,  foca della Groenlandia
- Pusa hispida, foca dagli anelli

Odobenidae:
- Odobenus rosmarus, tricheco

Dei Cetacea Odontoceti, il Monodontidae:
- Delphinapterus leucas, beluga

Delphinidae:
- Orcinus orca, orca o balena assassina

Dei Mysticeti Eschrichtiidae:
- Eschrichtius robustus, balena grigia

La cima alla catena alimentare veniva sostenuta  da un maggiore numero di piccoli animali, i quali vivevano nelle coltri erbacee ricoprenti la tundra o la steppa, e aiutavano a sostenerla trasportando sementi, concimandola e aerandola.
Leporidae:
- Lepus tanaiticus, lepre

Ochotonidae:
- Ochotona spelaeus, pica

Cricetidae:
- Lemmus obensis, lemming siberiano
- Dicrostonix, lemming con il collare
- Lagurus lagurus, lemming della steppa
- Microtus gregalis, arvicola
- Arvicola terrestris. arvicola

Sciuridae:
- Spermophilus, citello

Dipodidae:
- Allactaga jaculus, topo delle piramidi

## L'uomo
L'Eurasia era popolata dall'Homo sapiens sapiens (L'uomo di Cro-Magnon) nel tardo stadio del Paleolitico superiore, con la sua evoluzione degli utensili. Gruppi di uomini sopravvivevano cacciando i mammiferi delle pianure, mentre quelli nel Nord Europa preferivano le renne, e in Ucraina il mammut lanoso. Essi si riparavano in capanne e fabbricavano attrezzi intorno ai fuochi d'accampamento. I rifugi ucraini erano sostenuti da zanne di mammut. L'uomo era da sempre stabilito da un capo all'altro della Siberia e del Nord America.
L'uomo non cacciava da solo. Due cani domestici, canis familiaris, sono stati trovati nel tardo Pleistocene in Ucraina. Essi venivano duramente addestrati, simili a grandi alani, forse usati per l'inseguimento degli Elephantidae. Il grande numero di ossa di mammut negli accampamenti rendono chiaro il fatto che anche allora gli Elephantidae in Europa stavano raggiungendo il limite dell'estinzione. Le loro ossa venivano usate per molti scopi, come in numerosi oggetti d'arte, inclusa la mappa incisa delle stelle.
La cultura del tardo paleolitico superiore non era affatto uniforme. Un grande numero di tradizioni locali sono così state definite. La cultura amburghiana occupava i bassopiani e la Germania settentrionale prima del Dryas antico, durante il quale, contemporanei con il gruppo di Havelte del tardo amburghiano, la cultura di Federmesser apparve occupando la Danimarca e la Svezia meridionale, seguendo le renne. A sud degli amburghiani c'erano i Magdaleniani, i quali erano lì da lungo tempo. In Ucraina c'erano i Molodovan, che usavano le zanne per costruire rifugi.